# Alluaudomyia bicornis
Alluaudomyia bicornis är en tvåvingeart som beskrevs av Debenham 1971. Alluaudomyia bicornis ingår i släktet Alluaudomyia och familjen svidknott. Inga underarter finns listade i Catalogue of Life.